# Менгисту Хајле Маријам
Менгисту Хајле Маријам (መንግስቱ ኃይለ ማርያም, Mengistu Haile Mariam; 27. мај 1937 –) био је етиопски политичар, вођа војне хунте Дерг од 1977. до 1987. и председник Етиопије од 1987. до 1991. године. Од 1991. године, налази се у егзилу у Зимбабвеу. Врховни суд Етиопије осудио га је на смрт у одсуству, сматрајући га кривим за геноцид. Процењује се да је одговоран за смрт 1 285 000 људи.

## Биографија
Рођен је 27. маја 1937. године у Адис Абеби. По узору на оца, ушао је у војну службу и убрзо дошао под заштиту генерала Амана Андома, који му је помагао у војној каријери. Менгисту је дипломирао на Војној академији у Холети. Генерал Андом је после тога постао његов ментор и повео га са собом на служење у Трећој дивизији у Харару. Убрзо је био послат на шестомесечни војни тренинг у Мериленд, САД. У САД је искусио дискриминацију због боје своје коже, што је код њега узроковало снажне антиамеричке осећаје. Расна дискриминација у САД увелико га је подсећала на дубоку класну подељеност у монархистичкој Етиопији.
Године 1974, влада цара Хајле Селасија изгубила је поверење народа, што је било попраћено великим протестима и немирима диљем земље. Ускоро се у борби за власт испољила група лево оријентисаних војних официра, организована у војно веће Дерг. Менгисту је унутар Дерга припадао мање утицајним личностима. Између јула и септембра 1974, Менгисту је постао најутицајнији члан Дерга. Упркос томе, није се превише појављивао у јавности, него је деловао преко свог ментора Амана Андома и касније преко Тафарија Бентија.
Године 1975, умро је Хајле Селасије. Колале су гласине да га је убио сам Менгисту, али је он то касније оповргао. Дана 23. новембра 1974, Дерг је под Менгистуом без суђења наредио смакнуће 61 званичника бивше царске владе.

### Вођа Етиопије
Дана 3. фебруара 1977, Тафари Бенти, дотадашњи челник Дерга, погинуо је у уличној пуцњави. Менгисту се у борби за власт сукобио с Атнафуом Абатеом и потиснуо га са сцене. Ускоро је после тога наредио његову смрт. Његово смакнуће је оправдао чињеницом да је Абате „стављао интересе Етиопије на прво место пред интересима социјализма“.
Припадници Етиопске народне револуционарне партије су од 1976. године извршили мноштво атентата и напада на чланове Дерга. Овај „бели терор“ принудио је Менгистуа да 1977. против њих покрене „црвени терор“. Током наредне две године, хиљаде жена и мушкараца страдали су као жртве „црвеног терора“. Амнести интернашонал проценио је да је током „црвеног терора“ страдало око 500.000 људи.
Марксизам је у то време био популаран диљем Африке, тако да је Менгисту убрзо по доласку на власт почео с његовом практичном применом. Сва страна и домаћа предузеће и сва земља на селу су били национализовани, а Етиопској цркви и царској породици су одузете велике количине земље, без адекватне накнаде. Упркос прогресивним реформама, пољопривредна производња је патила због грађанског рата, суше и лоше економске политике. Кулминација овога десила се 1984. године, избијањем епидемије глади.
Године 1977, сомалска војска упала је у етиопски регион Огаден и помагала јединицама герилског Фронта за ослобођење Западне Сомалије у стицању превласти над регионом. Менгисту је након неког времена преузео лично заповедништво над етиопским јединицама. Победа у рату 1978. године донела је привремену популарност хунти.
Године 1984, започет је процес преласка с војне на цивилну владу, а први корак био је оснивање Радничке партије Етиопије, као владајуће партије. Менгисту је постао секретар нове партије. Дана 10. септембра 1987. године, усвојен је нови устав, а земља је преименована у Народну Демократску Републику Етиопију. Менгисту је тада постао њен први председник.
Од 1983. до 1984. године, Менгисту је обављао једногодишњи мандат председника Организације афричког јединства.

### Егзил
Услед промена у Источном блоку и промене политике Совјетског Савеза према марксистичким владама у Африци, Менгистуова влада је изгубила значајан део финансијске помоћи. То је под све већим надирањем герилских група узроковало пад његове владе маја 1991. године. Он, његова породица и 50 официра са својим породицама напустили су Етиопију, након чега им је допуштен азил у Зимбабвеу.
Врховни суд Етиопије прогласио га је кривим 12. децембра 2006. године за геноцид у време „црвеног терора“, 1977-1978. године. Године 2008, осуђен је у одсуству на смрт, а иста казна изречена је и за 18 високих званичника његовог режима. У образложењу пресуде се наводи да су оптужени „мучили и јавно погубили хиљаде невиних, што је, према етиопском закону, у складу са квалификацијом геноцида“. Влада Зимбабвеа одбија да изручи Менгистуа због његове финансијске и техничке помоћи зимбабвеанским борцима за слободу против расистичке владе Ијана Смита током 1970-их година.